# Blasphemous Rumours / Somebody
Blasphemous Rumours – singel grupy Depeche Mode promujący album Some Great Reward.  Nagrań live dokonano podczas trzeciego koncertu trasy Some Great Reward w Empire Theatre w Liverpoolu (Wielka Brytania) - 29 września 1984.

## Wydany w krajach
- Australia (7", 12")
- Belgia (CD)
- Brazylia (CD)
- Filipiny (7", 12")
- Francja (7", 12", CD, MC)
- Hiszpania (7", 12")
- Holandia (7", 12")
- Niemcy (7", 12", CD)
- Unia Europejska (CD)
- USA (12", CD)
- Wielka Brytania (7", 12", CD, MC)

## Informacje
- Nagrano w Music Works Studios Londyn oraz The Empire Theatre Liverpool (Wielka Brytania)
- Produkcja Depeche Mode, Gareth Jones i Daniel Miller
- Teksty i muzyka Martin Lee Gore

## WydaniaMute
- 7 BONG 7 wydany 29 października 1984
  1. Blasphemous Rumours - 5:06
  2. Somebody (Remix) - 4:19

- 7 BONG 7E wydany 29 października 1984
  1. Blasphemous Rumours - 5:06
  2. Blasphemous Rumours (live) - 4:54
  3. Somebody (Remix) - 4:19
  4. Everything Counts (live) - 5:52

- 12 BONG 7 wydany 1984
  1. Blasphemous Rumours - 6:20
  2. Somebody (live) - 4:26
  3. Two Minute Warning (live) - 4:36
  4. Ice Machine (live) - 3:45
  5. Everything Counts (live) - 5:45

- CD BONG 7E wydany 1991
  1. Blasphemous Rumours - 6:23
  2. Blasphemous Rumours (live) - 4:56
  3. Somebody (Remix) - 4:20
  4. Everything Counts (live) - 5:53

- MC bez numeru katalogowego wydany kiedy
  1. Somebody (Remix) - 4:20
  2. Blasphemous Rumours - 5:06
  3. Somebody (Remix) - 4:20
  4. Everything Counts (live) - 5:51
  5. Blasphemous Rumours - 5:06
  6. Blasphemous Rumours (live) - 4:55
  7. Blasphemous Rumours - 6:19
  8. Somebody - 4:27
  9. Two Minute Warning (live) - 4:34
  10. Ice Machine (live) - 3:46
  11. Everything Counts (live) - 5:45

## Somebody
Utwór „Somebody” („Ktoś”) oprócz tego, że ukazał się jako strona B singla „Blasphemous Rumours” (zobacz wyżej) ukazał się także nakładem New York Records jako osobny singiel – na Filipinach, w formie 7-calowej płyty (nr kat. NEW-9259), jako stronę B wybrano „Stories of Old”.
Informacje
- Nagrano w Music Works Studios Londyn oraz The Empire Theatre Liverpool (Wielka Brytania)
- Produkcja Depeche Mode, Gareth Jones i Daniel Miller
- Teksty i muzyka Martin Lee Gore